# Poemat epicki (właściwy)

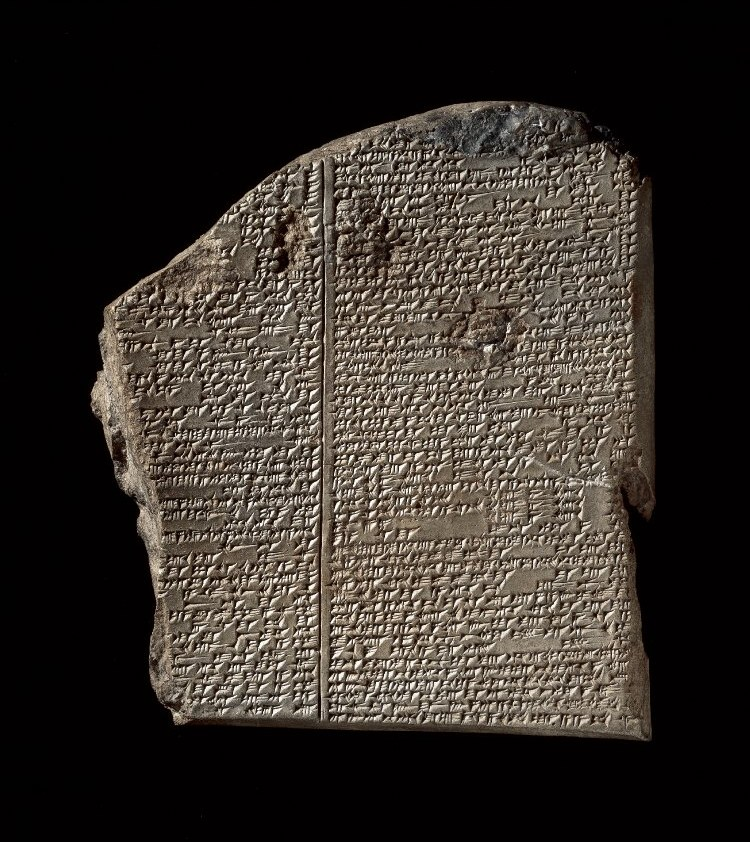
Tabliczka z fragmentem Eposu o Gilgameszu

Poemat epicki – zbliżony do eposu utwór epicki pisany wierszem. Od eposu odróżniają go mniejsze rozmiary, brak wątków epizodycznych (jednowątkowość), koncentracja fabuły wokół głównego wątku zdarzeniowego. Podobnie jak w eposie, w poemacie epickim narracja ma charakter obiektywny.
Poematy epickie można scharakteryzować jako pisane wierszem odpowiedniki gatunków prozatorskich takich jak nowele, powieści, romanse itp. Spośród gatunków poetyckich zbliżonymi do poematu epickiego gatunkami są, prócz eposu, poemat opisowy, poemat heroikomiczny, poemat liryczny, poemat filozoficzny, poemat dydaktyczny, poemat dygresyjny, powieść poetycka i epyllion.
Typowymi poematami są utwory Williama Szekspira Wenus i Adonis i Gwałt na Lukrecji. Polskimi przykładami gatunku są utwory Jana Kochanowskiego – Szachy, Zuzanna, Satyr albo Dziki Mąż.
Przykładami powieści poetyckich mogą być Herman i Dorota Johanna Wolfganga Goethego i Grażyna Adama Mickiewicza. Poematami dygresyjnymi są Don Juan George’a Gordona Byrona, Beniowski Juliusza Słowackiego i Kwiaty polskie Juliana Tuwima.
Do najbardziej znanych poematów XX wieku należą Ziemia jałowa Thomasa Stearnsa Eliota, Strefa Guillaume Apollinaire’a, Wielkanoc w Nowym Jorku Blaise’a Cendrarsa, Edison Vítězslava Nezvala i Poemat bez bohatera Anny Achmatowej.
Poematy są pisane najróżniejszymi rodzajami wiersza. Forma poematu zależała od epoki i kraju, w którym powstał. Dawniej w poematach stosowano wiersz regularny i klasyczne strofy, jak sekstyna (ababcc), strofa królewska (ababbcc) i oktawa (abababcc). Obecnie przeważa w nich wiersz wolny.
Odmianą poematu jest poemat prozą. Przykładem takiego dzieła są Pieśń o miłości i śmierci korneta Krzysztofa Rilke Rainera Marii Rilkego albo O bohaterskim koniu i walącym się domie Jana Kasprowicza.